# Реишахр
Реишахр (ری شهر) или Рев Ардашир (ریو اردشیر) је био град у Персијском заливу у средњовековном Ирану и тренутно је археолошко налазиште у близини Бушера. Можда је идентичан Антиохији у Персији из периода Селеукида, али ју је основао Ардашир I (ум. 224. год. н. Е.), Први владар Сасанијског царства. За време Цркве Истока у њему се налазило седиште митрополита провинције Фарс барем од 424. године.
Град помињу многи историчари, као што су Фарханг-и Анандраџ, Хамдолах Мостовфи, Нузхат ел Кулуб, Маџмал ел таварих и Ибн Балхисов Фарснамех. Конкретно, неки историчари попут Јакута Хамавија и Муџама Ел Булдана пишу да је град био  предисламски академски центар високог образовања, где су се научници окупили да студирају медицину, као и индијске и грчке науке.
Речник Деххода спомиње да је град на крају био пуст и да су се његови становници преселили у Бушер.